# سن میگل، استان لا مار
سن میگل (به اسپانیایی: San Miguel) یک شهرک در پرو است که در استان لا مار واقع شده‌است. سن میگل ۲٬۶۶۱ متر بالاتر از سطح دریا واقع شده‌است.